# 1800-as évek
Évszázadok: 18. század · 19. század · 20. század
Évtizedek: 1750-es évek · 1760-as évek · 1770-es évek · 1780-as évek · 1790-es évek · 1800-as évek · 1810-es évek · 1820-as évek · 1830-as évek · 1840-es évek · 1850-es évek
Évek: 1800 · 1801 · 1802 · 1803 · 1804 · 1805 · 1806 · 1807 · 1808 · 1809